# Słomka (przyrząd)

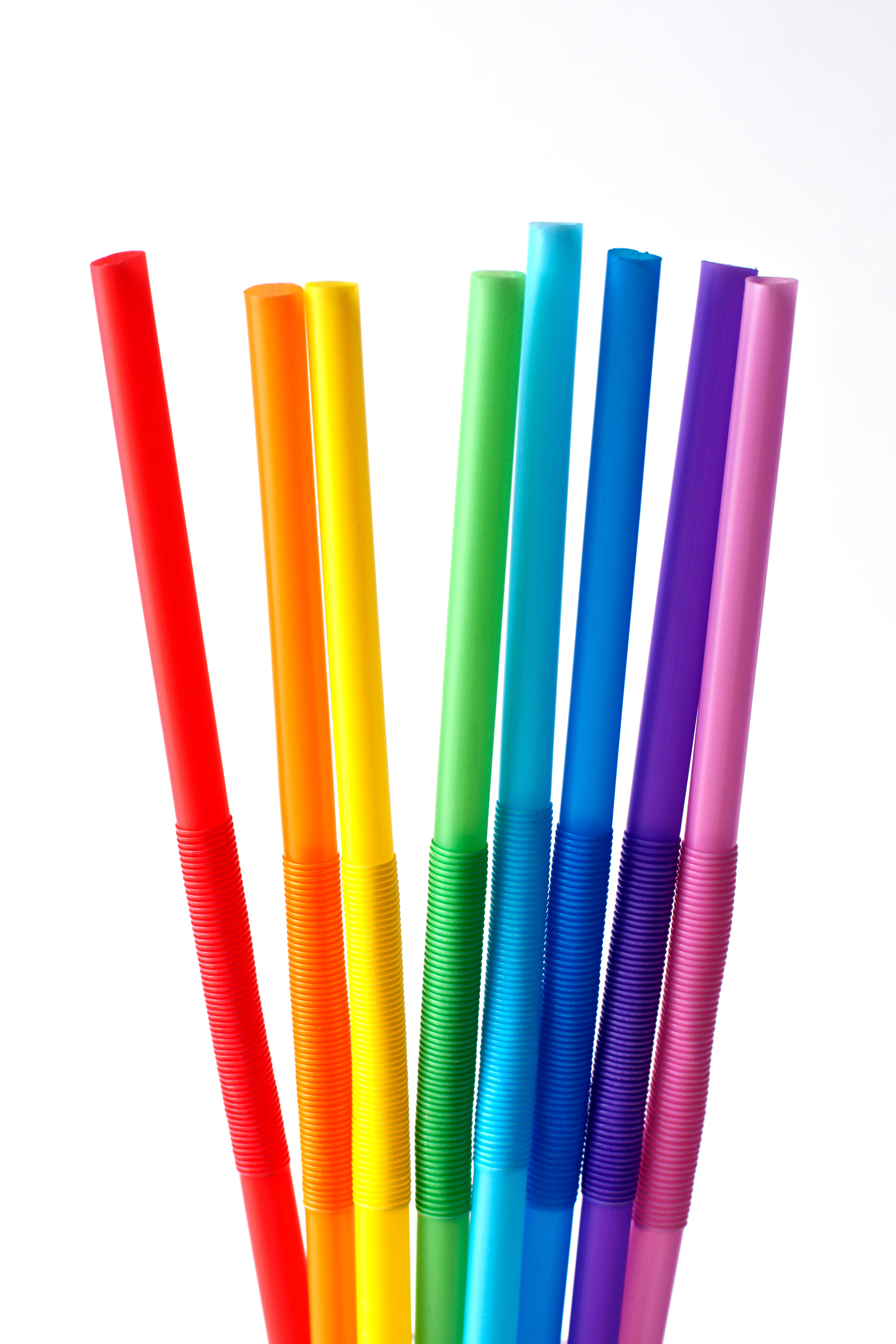
Plastikowe słomki

Słomka – przyrząd służący do przenoszenia cieczy (zazwyczaj napoju) z jednego miejsca do innego (np. ze szklanki do ust). Słomki są długimi, cienkimi, wydrążonymi walcami o cienkich ściankach. Mogą one być pomarszczone na pewnym odcinku, co umożliwia zginanie słomki. Podczas rozszerzania się płuc ich objętość wzrasta, ciśnienie w płucach zmniejsza się, w tym w jamie ustnej. Ciśnienie atmosferyczne naciskające na ciecz w naczyniu staje się większe niż ciśnienie w płucach i w ustach, co skutkuje wtłoczeniem cieczy przez słomkę do ust.
Pierwszych słomek używali Sumerowie do picia piwa (by uniknąć wypicia stałych zanieczyszczeń po fermentacji).
Pierwsze słomki wykonywano ze słomy. Obecnie najczęściej wykonuje się je z tworzyw sztucznych.
Słomki ekologiczne wielorazowe:
- słomki stalowe
- słomki bambusowe
- słomki szklane
- słomki silikonowe

Słomki ekologiczne jednorazowe:
- słomki naturalne ze słomy
- słomki papierowe
- słomki makaronowe
- słomki PLA
- słomki ryżowe
- słomki z trzciny
- słomki bambusowe

Ekologiczne słomki posiadają szereg cech i charakterystyk:
- biodegradowalność - definicja biodegradacji jest bardzo szeroka. W praktyce, szereg materiałów oznaczonych jako biodegradowalne wymaga wielu dodatkowych, często zaporowych warunków, aby możliwa była ich biodegradacja. Za słomki biodegradowalne można uznać słomki stalowe i szklane chociaż ich biodegradacja będzie trwała dziesiątki lat. Słomki PLA stworzone ze skrobi kukurydzianej lub trzciny cukrowej do biodegradacji wymagają środowiska wodnego, wysokiej temperatury i czasu (około dwóch tygodni) - przy czym wszystkie te warunki muszą być spełnione jednocześnie
- kompostowalność - rozpad w wyniku procesów biologicznych na nieszkodliwe związki w środowisku kompostowym w nie więcej niż kilkadziesiąt dni. Wszystkie słomki kompostowalne są biodegradowalne, ale nie wszystkie słomki biodegradowalne są kompostowalne. Do słomek kompostowalnych zaliczyć można słomki ze słomy, słomki papierowe oraz słomki z makaronu. Naprawdę ekologiczne słomki to słomki kompostowalne, a nie biodegradowalne
- sztywność - istotna cecha, która ma istotne znaczenie na przykład w kontekście używania słomek przez dzieci. Zbyt sztywna słomka może zranić podniebienie lub ukruszyć zęby. Wszystkie słomki wielorazowe widoczne w powyższym zestawieniu charakteryzują się wysoką sztywnością
- kruchość - dotyczy tylko i wyłącznie słomek szklanych. Zgryzienie takiej słomki może skończyć się zranieniem ust lub przełyku w przypadku połknięcia potłuczonych fragmentów
- zawartość glutenu - może być groźny dla osób nietolerujących tego białka. Łodygi pszenicy czy żyta naturalnie nie zawierają glutenu. Istnieje jednak bardzo wysokie ryzyko kontaktu z ziarnami zbóż co powoduje, że mogą zawierać jego śladowe ilości
- średnica - niewielka średnica może wpływać negatywnie na komfort użytkowania w przypadku gęstych napojów. Jedynie słomki ze słomy, jako zaprojektowane przez naturę, mają nieprzekraczalną średnicę 3-4 mm, która w niektórych przypadkach może okazać się zbyt mała
- rozmiękanie pod wpływem płynu - dotyczy słomek makaronowych i słomek papierowych. Zależnie od temperatury napoju proces ten może przebiegać wolniej lub szybciej. Przy napojach o temperaturze pokojowej słomki makaronowe i papierowe pozwalają jednak na komfortowe użytkowanie przez 2-3 godziny, w przypadku napojów zimnych odpowiednio dłużej
- łatwość czyszczenia - problem dotyczący wyłącznie słomek wielorazowych. Chociaż do większości dołączane są specjalne szczoteczki umożliwiające czyszczenie wewnątrz, jest to dosyć uciążliwe. Ze względu na porowatość materiału (w przypadku słomek bambusowych i stalowych) może stanowić spore wyzwanie i dokładne wyczyszczenie nie zawsze jest możliwe
- Ekologiczne słomki są wolne od chemikaliów[2]

| Długość mm | Naczynia                             |
| ---------- | ------------------------------------ |
| 100        | Kieliszki                            |
| 150        | Filiżanki i niskie szklanki          |
| 180, 200   | Standardowe szklanki i kubki, puszki |
| 230, 240   | Wysokie kufle i szklanki             |
| 300        | Butelki                              |

| Średnica wewnętrzna mm | Gęstość napoju            | Przykłady napojów            |
| ---------------------- | ------------------------- | ---------------------------- |
| 2 – 4                  | Płynne                    | Lemoniada, Piwo              |
| 6                      | Płynne i lekko gęste      | Sok, Lemoniada               |
| 8                      | Płynne i gęste            | Shake, Smoothie, Piwo        |
| 10 – 11                | Bubble tea i bardzo gęste | Bubble Tea, Zupa krem, Shake |